# 빠툼타니 대학교
빠툼타니 대학교(태국어: มห้มททม้มมปทุมธ้ม่)는 태국 빠툼타니주에 위치한 대학교이다. 현재 7개의 학부와 대학원으로 구성되어 있다.